# جمعية مرشدات بابوا غينيا الجديدة
جمعية مرشدات بابوا غينيا الجديدة هي المنظمة الإرشادية الوطنية في بابوا غينيا الجديدة. تأسست في عام 1927، وأصبحت المنظمة عضوا كامل العضوية في الرابطة العالمية للمرشدات وفتيات الكشافة في عام 1978. المنظمة للبنات فقط وتضم 1224 عضوة (اعتبارا من عام 2008). 